# Parafia Chrystusa Króla w Sadowiu
Parafia Chrystusa Króla w Sadowiu – parafia rzymskokatolicka należąca do dekanatu Ostrów Wielkopolski I diecezji kaliskiej. Została utworzona w 1975. Mieści się pod numerem 52. Prowadzą ją pasjoniści. Przy parafii znajduje się sekretariat Rodziny Matki Pięknej Miłości. Proboszczem jest o. Grzegorz Słowikowski CP. 